# Groupe Pompidou
Vous pouvez aider à l'améliorer ou bien discuter des problèmes sur sa page de discussion.
- Il ne cite pas suffisamment ses sources. Vous pouvez indiquer les passages à sourcer avec {{référence nécessaire}} ou {{Référence souhaitée}}, et inclure les références utiles en les liant aux notes de bas de page. (Marqué depuis juin 2020)
- Son texte doit être wikifié : il ne correspond pas à la mise en forme Wikipédia (style, typographie, liens internes, liens entre les wikis, etc.). (Marqué depuis juin 2020)
- Son ton est trop promotionnel ou publicitaire, voire hagiographique. Le texte doit adopter un ton neutre et encyclopédique. (Marqué depuis juin 2020)

- Archive Wikiwix
- Bing
- Cairn
- DuckDuckGo
- E. Universalis
- Gallica
- Google
- G. Books
- G. News
- G. Scholar
- Persée
- Qwant
- (zh) Baidu
- (ru) Yandex
- (wd) trouver des œuvres sur Wikidata

Le Groupe Pompidou (officiellement: Groupe de coopération internationale du Conseil de l’Europe sur les drogues et les addictions ; auparavant : Groupe de Coopération en matière de lutte contre l'abus et le trafic illicite de stupéfiants) est un organe intergouvernemental du Conseil de l'Europe qui a comme activité principale la coopération en matière de lutte contre l’abus et le trafic illicite de stupéfiants et psychotropes.
Créé en 1971 à l’initiative du Président français Georges Pompidou, le groupe incorpore désormais les valeurs fondamentales du Conseil de l'Europe : droits de l'homme, démocratie et état de droit - et encourage une approche équilibrée dans la réponse à la consommation de drogue et au trafic illicite de drogues, en soutenant la réduction de la demande et de l'offre.
Le Groupe est constitué de 41 États membres, mais coopère avec d'autres pays au delà du continent européen.

## Historique
Le Groupe de coopération en matière de lutte contre l’abus et le trafic illicite des stupéfiants a été créé en 1971 à l'initiative de Georges Pompidou, alors Président de la République française. 
Dans sa lettre du 6 août 1971 adressée aux Premiers ministres des cinq autres pays de la Communauté économique européenne (Allemagne, Belgique, Italie, Luxembourg, Pays-Bas) ainsi qu'au Premier ministre du Royaume-Uni, Georges Pompidou s'alarmait du « développement spectaculaire de la toxicomanie », en particulier chez les jeunes, et proposait de mener une lutte coordonnée au niveau européen contre le trafic de stupéfiants. Le président français s'est montré conscient de la nécessité d'une action inscrite dans la durée ainsi que de la nature multidisciplinaire du défi à relever sur un « organisme permanent regroupant des experts de la répression judiciaire, de la lutte contre la toxicomanie, de la santé publique et de l'éducation ». 
Le Groupe s'est développé comme une entité sui generis tout au long des années 1970, et trois autres pays (le Danemark, l'Irlande et la Suède) l'ont rejoint au cours de cette décennie.  
En mars 1980, la décision a été prise de s'inscrire dans le cadre politique et juridique du Conseil de l'Europe au moyen de la Résolution (80) 2 du Comité des Ministres, qui a mis en place un « Groupe de Coopération en matière de lutte contre l'abus et le trafic illicite de stupéfiants », tout en conservant le nom de son initiateur (Groupe Pompidou). La Résolution a été adoptée par les 10 pays participant au Groupe à l'époque, auxquels s'est joint la Turquie. Elle a conféré au Groupe Pompidou le statut d'accord élargi du Conseil de l'Europe. Cette résolution a confié au Groupe Pompidou la mission d'« examiner d'un point de vue pluridisciplinaire, les problèmes de l'abus et du trafic des stupéfiants », tout en fixant ses règles de fonctionnement. Elle a été complétée quelques mois plus tard, en septembre 1980, pour régler un problème spécifique : la prise en charge des frais d'interprétation. Les statuts du Groupe sont restés inchangés depuis cette date, alors que ses objectifs et ses activités ont sensiblement évolués au gré des développements survenus en Europe et dans le monde.  
Après son intégration au sein du Conseil de l'Europe, le Groupe a poursuivi son développement jusqu'à atteindre 35 États membres dans les années 2000. À partir de 2010 il a traversé une période de fortes turbulences, sur fond de crise financière et de tensions politiques : cinq pays membres ont décidé de se retirer (Allemagne, Danemark, Espagne, Pays-Bas et Royaume-Uni) ; 6 autres pays ont en parallèle adhéré au Groupe, dont pour la première fois des États non européens (Maroc, Israël, Mexique).  
Le programme de travail adopté fin 2014 sous présidence française a recentré l'action du Groupe sur un certain nombre d'activités permanentes à forte valeur ajoutée ou n'étant pas ou peu traitées dans d'autres cénacles :
1. Son rôle d'aide à l'élaboration, la mise en œuvre et l'évaluation des politiques nationales en matière de drogues, et d'échanges d'expériences et de bonnes pratiques ;
2. Son groupe de coopération dans le domaine des aéroports et son réseau international sur le contrôle des précurseurs, auxquels participent de nombreux experts bien au-delà du cercle des États membres du Groupe ;
3. Son prix européen de la prévention des drogues, qui vise spécifiquement les jeunes, et ses activités de formation des cadres nationaux sur la politique antidrogue ;
4. Ses réseaux régionaux qui recouvrent le Bassin méditerranéen (avec là aussi la participation de plusieurs États non-membres) et l'Europe du Sud-Est.

Sous l'impulsion de la présidence norvégienne sortante (2015-2018), un accent particulier a été mis sur l'importance de garantir le plein respect des droits de l'homme dans l'adoption et la mise en œuvre des politiques en la matière, conformément à la mission fondamentale du Conseil de l'Europe. Le Groupe a également pris l'initiative d'introduire une dimension de genre dans son action, et a développé des activités de coopération en Moldavie et en Ukraine. Ce recentrage et ces efforts ont contribué à redonner au Groupe sa pertinence et son activité, comme en témoignent les adhésions successives de la Bosnie-Herzégovine, de Monaco et du Mexique.  
La Conférence ministérielle des 27-28 novembre 2018 qui s'est tenue à Stavanger, a été l'occasion de faire un bilan des activités pendant la période 2015-2018, d'élire une nouvelle présidence (le Portugal), d'adopter un programme de travail pour la période 2019-2022 et une déclaration politique (la « déclaration de Stavanger »), marquant le  lancement d’un processus visant à réviser le mandat, le fonctionnement et les méthodes de travail du Groupe Pompidou. Une Résolution Statutaire révisée devrait être adoptée par le Comité des Ministres à l'occasion du 50e anniversaire du Groupe, qui sera célébré en 2021. 
Le processus d'élargissement du Groupe s'est poursuivi avec l'adhésion de l'Arménie et la Géorgie en 2020. Aujourd'hui il réunit 41 États membres.

## États Membres
Le Groupe Pompidou est formellement un accord partial élargi du Conseil de l'Europe, permettant l'adhésion de pays n'étant pas membres du Conseil et situés hors du continent européen. En 2022, le Groupe Pompidou était composé de 41 États membres :

États membres du Groupe Pompidou.

Liste des États membres du Groupe Pompidou et leur année d'adhésion :
- France (1971) ;
- Belgique (1971) ;
- Italie (1971) ;
- Luxembourg (1971) ;
- Irlande (1980) ;
- Suède (1980) ;
- Turquie (1980) ;
- Grèce (1981) ;
- Norvège (1983) ;
- Slovénie (1984) ;
- Portugal (1985) ;
- Suisse (1985) ;
- Finlande (1987) ;
- Autriche (1988) ;
- Malte (1988) ;
- Chypre (1989) ;
- Hongrie (1990) ;
- Pologne (1991) ;
- Saint-Marin (1991) ;
- Slovaquie (1993) ;
- Tchéquie (1993) ;
- Liechtenstein (1994) ;
- Bulgarie (1995) ;
- Croatie (1997) ;
- Estonie (1998) ;
- Islande (2000) ;
- Azerbaïdjan (2001) ;
- Lituanie (2001) ;
- Roumanie (2005) ;
- Macédoine du Nord (2011) ;
- Maroc (2011) ;
- Serbie (2011) ;
- Moldavie (2012) ;
- Monténégro (2012) ;
- Israël (2013) ;
- Bosnie-Herzégovine (2015) ;
- Monaco (2016) ;
- Mexique (2017) ;
- Arménie (2020) ;
- Géorgie (2020) ;
- Ukraine (2022).

Le Groupe de Coopération en matière de lutte contre l'abus et le trafic illicite de stupéfiants mène des projets de coopération avec d'autres États également, qui ne sont pas membres du groupe, ex. : le Canada, l'Ukraine, le Royaume-Uni, l'Allemagne, les Pays-Bas. En 2019 le Groupe Pompidou a lancé un projet de coopération avec la Biélorussie sur la lutte contre l’abus et le trafic de drogues, mis en œuvre dans le cadre du Plan d'action 2019-2021 du Conseil de l'Europe.

### Anciens États Membres
Furent un temps membres du Groupe Pompidou :
- Allemagne (1971-2011) ;
- Pays-Bas (1971-2011) ;
- Royaume-Uni (1971-2011) ;
- Danemark (1973-2011) ;
- Espagne (1984-2011) ;
- Russie (1999-2022).

### Observateurs permanents
Au sein du Groupe Pompidou, il existe 6 membres qui ont le statut d’observateur permanent : 
- Commission européenne ;
- Observatoire européen des drogues et des toxicomanies ;
- Office des Nations unies contre la drogue et le crime (ONUDC) ;
- Conférence des ONGI du Conseil de l'Europe ;
- Commission interaméricaine de lutte contre l'abus des drogues (CICAD/OAS) ;
- Organisation mondiale de la santé (OMS).

Les observateurs permanents ont le droit d’assister à la plupart des réunions et d’en consulter la documentation. 
Ce statut est aussi ouvert aux États non-membres du Groupe Pompidou, en particulier ceux qui sont déjà observateurs auprès du Conseil de l’Europe.

## Organisation
Le Groupe de coopération en matière de lutte contre l’abus et le trafic illicite des stupéfiants offre la possibilité aux responsables politiques, aux professionnels et aux chercheurs d’échanger des informations et des expériences sur les sujets liés au trafic illicite des stupéfiants par le biais d’un forum, visant à créer un pont entre la politique, la pratique et la recherche.

### Financement
Les États membres supportent les frais du Groupe Pompidou à travers une contribution au budget général. Les pays membres peuvent également participer au financement supplémentaire d'objectifs spécifiques. 
En 2020, le budget général du Groupe Pompidou s'élevait à 1 445 000 euros, et le budget incluant les projets supplémentaires s'élevait à 2 millions d'euros.

### Structure du Groupe Pompidou

#### Présidence
La présidence et la vice-présidence du Groupe Pompidou sont désignées par la Conférence ministérielle pour une période de quatre ans. Les deux doivent assurer en collaboration étroite, la représentation politique du Groupe auprès des gouvernements des États membres et non-membres ainsi qu’auprès des organisations internationales. Depuis 2018, le Portugal a la présidence du Groupe, et la Pologne la vice-présidence. 

#### Conférence ministérielle
La Conférence ministérielle est la plus haute autorité politique du Groupe Pompidou, et réunit tous les quatre ans les ministres responsables des politiques des drogues dans leurs pays. La Conférence établit des lignes générales pour l'activité du Groupe ainsi que ses priorités. La Conférence ministérielle désigne également la présidence pour un mandat de quatre ans. 

#### Correspondants permanents
Les Correspondants permanents sont désignés par le gouvernement ou le ministre responsable de chaque État membre, et se réunissent deux fois par an en assemblée plénière pour un échange d’informations et d’expériences. Lors de ces réunions, les Correspondants permanents discutent sur les activités du Groupe et préparent le programme de travail qui est adopté par la Conférence ministérielle.
Le bureau des Correspondants permanents est chargé de prendre les décisions ordinaires entre deux sessions des Correspondants permanents. Cet organe réunit le Président, le Vice-président et les coordinateurs des différentes activités. En principe, il se réunit deux fois par an.

#### Secrétariat

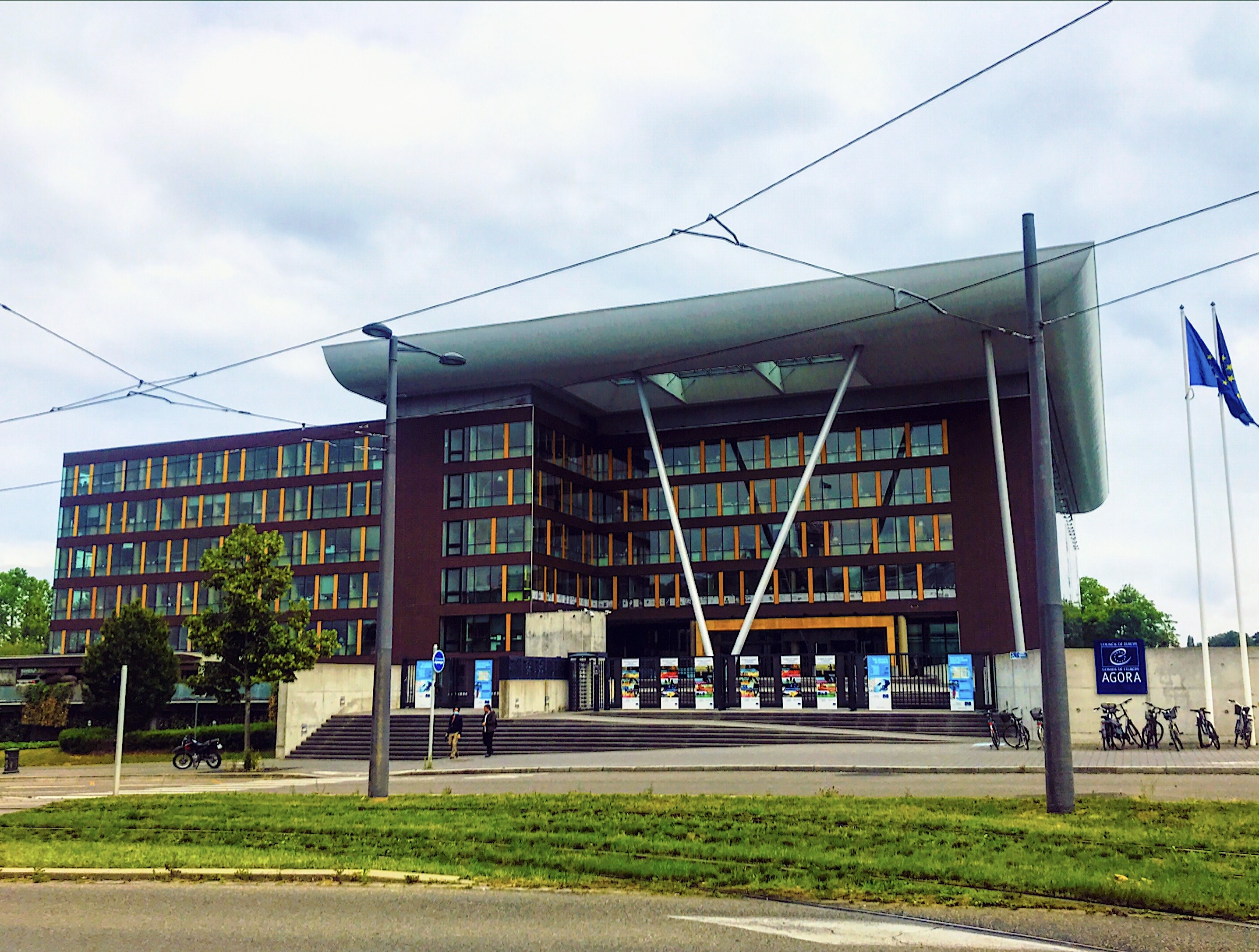
Agora - Conseil de l'Europe, Strasbourg, France

Le Secrétariat siège à Strasbourg, et est chargé d'élaborer et d'exécuter les activités du Groupe Pompidou.
Les membres du Secrétariat sont responsables de chaque secteur d’activité. La Présidence du Groupe Pompidou donne des orientations de travail au Secrétariat, celui-ci pouvant faire appel ultérieurement à des experts extérieurs lorsque des compétences spécifiques sont nécessaires. En vue d’assurer une meilleure cohérence, le Secrétariat exécute les activités en coordination avec les travaux effectués par le Conseil de l’Europe.
Le Secrétariat gère également un site internet accessible au public, plusieurs plateformes de médias sociaux et des sites restreints thématiques accessibles aux experts participant aux activités concernées. Il est administré par un Secrétaire Exécutif et un Secrétaire Exécutif Adjoint. Le Secrétaire Exécutif est chargé de la gestion des ressources humaines et budgétaire, des relations avec la Présidence et les États membres, des relations avec les organisations internationales et d’assurer la liaison avec le Comité des Ministres et les autres entités du Conseil de l’Europe.

## Objectifs et réalisations
Les objectifs du Groupe Pompidou sont fixés par les Correspondants permanents et ensuite énoncés dans le programme de travail approuvé par les ministres lors de la Conférence ministérielle. Ce programme fixe les activités qui seront menées pendant une période de quatre ans, le but des activités, leur forme, le groupe cible, la durée et les aspects financiers y sont également présentés.

### Réalisations
Le Groupe Pompidou, grâce à son espace unique de dialogue ouvert, a élaboré des outils qui ont permis aux responsables politiques de mettre en œuvre des politiques efficaces de lutte contre l’abus et le trafic de drogues et contre les effets négatifs qui en découlent pour la société.
Le Groupe Pompidou est à l’origine des concepts d’observation transnationale des phénomènes d’abus de drogues et de développement d’indicateurs, qui ont été repris par l’Union européenne pour créer l’Observatoire européen des drogues et des toxicomanies. 
Il a également conçu des méthodes de mesure efficaces de la consommation d’alcool, de tabac et de drogue. Le Projet européen d’enquête en milieu scolaire sur l’alcool et les autres drogues (ESPAD), qui est maintenant devenu un programme indépendant, constitue la principale source de données sur les tendances de la toxicomanie pour les gouvernements de 51 pays et continue de s’exporter particulièrement bien hors d’Europe.

#### Droits de l'Homme
Le Groupe Pompidou traite des questions éthiques et de droits de l’Homme liées aux politiques de lutte contre les drogues. Cette approche a été définie par l'Organe International de Contrôle des Stupéfiants (OICS) des Nations unies comme l’un des principaux facteurs de progrès en matière de politiques de drogues. Les recommandations du Groupe Pompidou aux États membres pour la conduite de tests de dépistage doivent contribuer à éviter que les éventuels programmes nationaux de dépistage ne portent atteinte aux droits individuels.
Une des trois priorités thématiques du Groupe Pompidou dans son Programme de travail 2015–2018 adopté lors de la 16e conférence ministérielle est de « Placer les droits de l’Homme au centre des politiques en matière de drogues ». Comme indiqué dans le Programme de travail « Il convient d‘aider les États membres à remplir l‘obligation qui leur est faite en vertu des conventions des Nations Unies et du Conseil de l‘Europe de protéger les libertés et les droits fondamentaux, notamment le droit à la vie et à la dignité humaine, le droit à la protection de la santé, l‘interdiction de tout type de discrimination ainsi que le droit des enfants d‘être protégés de la consommation de narcotiques et de substances psychoactives. En outre, la promotion de l‘égalité entre les femmes et les hommes continue d‘être un aspect transversal devant être pris en compte de manière réaliste dans toutes les activités du Groupe Pompidou, dans le contexte du programme du Conseil de l‘Europe consacré à l‘égalité entre les femmes et les hommes.»
Lors de la 81e réunion les 21 et 22 novembre 2017 à Strasbourg, les Correspondants permanents du Groupe Pompidou ont fait la Déclaration sur la nécessité d’intégrer les droits de l’Homme à l’élaboration, la mise en œuvre, le suivi et l’évaluation des politiques en matière de drogues. Cette déclaration a pour objectif de promouvoir la protection et le respect des droits de l’Homme de tout individu dans le contexte des programmes, stratégies et politiques en matière de drogues.
Le Groupe Pompidou encourage les État membres à effectuer un bilan complet fondé sur les droits de l’Homme dans leur pays. L’approche devrait tenir compte des circonstances et des besoins de chaque cas, et une approche progressive ou au cas par cas pourrait bien être la seule manière concrète d’avancer, au regard du calendrier politique, et permettrait d’optimiser les résultats.

#### MedNET
MedNET est le réseau méditerranéen de coopération sur les drogues et les addictions du Groupe Pompidou qui promeut l'échange et le transfert réciproque de connaissances entre les pays des deux rives de la Méditerranée. Ce réseau a été créé en 2006 suit à une étude de faisabilité à l’initiative de la France et des Pays-Bas.

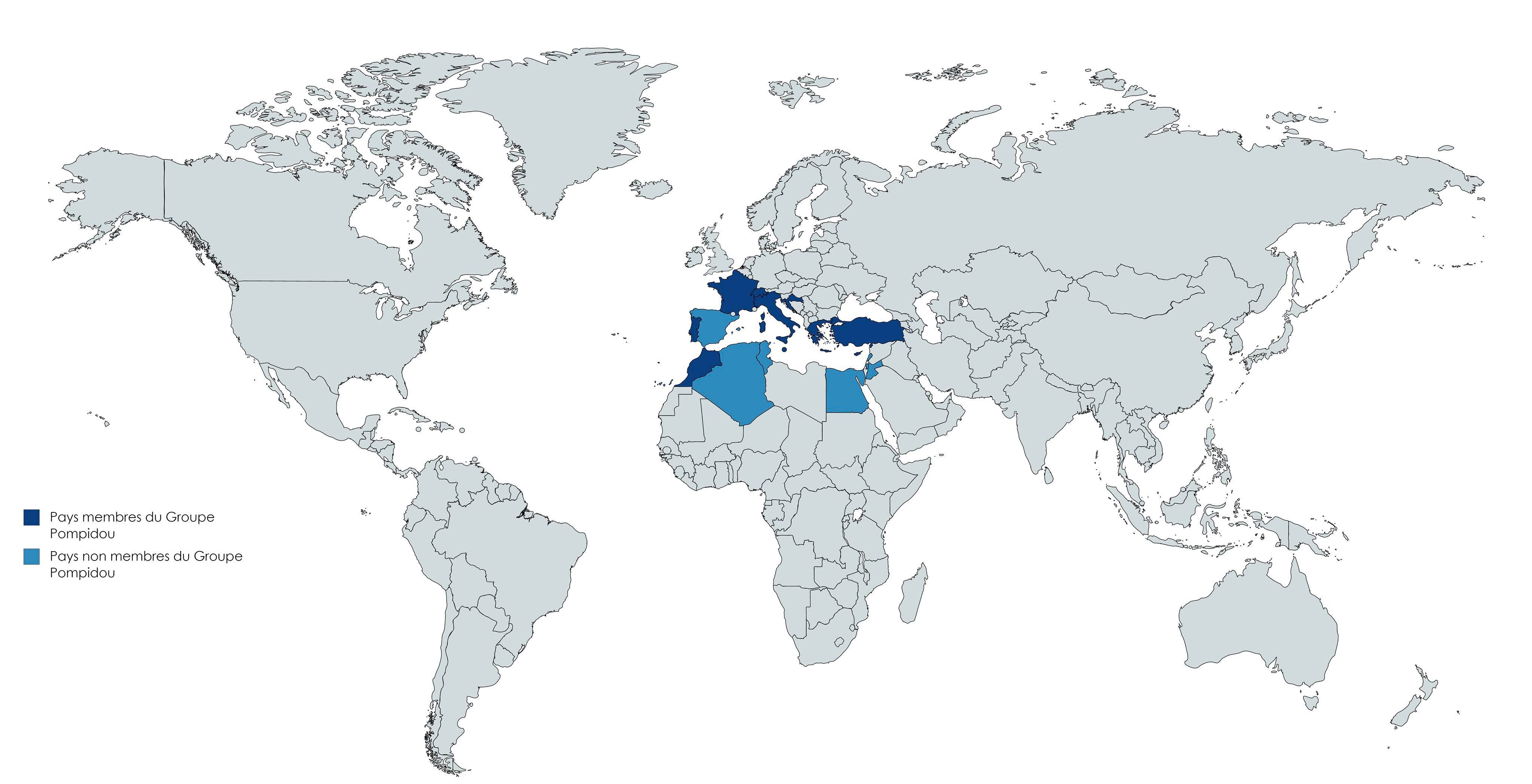
Les États membres du réseau MedNet

À présent le réseau compte 17 pays : 10 pays membres du Groupe Pompidou (Chypre, Croatie, France, Grèce, Italie, Malte, Maroc, Portugal, Suisse, Turquie) et 7 pays non membres (Algérie, Égypte, Espagne, Jordanie, Liban, Palestine et Tunisie). La Commission européenne et l’Observatoire européen des drogues et des toxicomanies participent en tant qu’observateurs aux réunions.
Grâce au réseau MedNET, la coopération dans la région méditerranéenne a permis de mesurer pour la première fois l’ampleur du problème de drogue et de toxicomanie en Algérie, au Maroc et au Liban.
Ces politiques ont été encouragées par la formation du personnel médical par le Groupe Pompidou au traitement de la toxicomanie, y compris au traitement de substitution aux opiacés, en tenant compte du droit à la santé des toxicomanes.
En mai 2020, MedNET a publié le premier document sur les droits de l’Homme et les personnes qui utilisent des drogues dans 17 pays MedNET. Ce document traite de la prise en compte de l’usage de drogues en tant que maladie pour l’élaboration d’une politique en matière de drogues, le droit à l’accès à la prise en charge et aux soins en tant que droit fondamental pour les personnes qui consomment des drogues, la mise en œuvre de pratiques de prévention et de stratégies basées sur des faits, la lutte contre les stigmas et l’adaptation nécessaire de la loi à une approche droits de l’Homme.

#### Groupe Aéroports
Afin de parvenir à une plus grande efficacité du contrôle du trafic de drogue dans l’aviation générale, le Groupe Pompidou a créé le Groupe Aéroports qui communique régulièrement aux États membres les informations les plus récentes sur le mode opératoire des trafiquants de drogue dans l’aviation civile et sur les mesures techniques nécessaires pour neutraliser ces derniers. Il est composé de policiers et d’agents des douanes et des services de contrôle aux frontières de pays européens. Le but est de développer des stratégies multidisciplinaires harmonisées de détection des drogues dans les aéroports européens et de renforcer la coopération inter- aéroports à ce sujet, en analysant les tendances du trafic de drogues, les itinéraires, les risques, les saisies, les modes opératoires, etc., en surveillant les risques de trafic de drogues par le biais de l’aviation générale, en étudiant et en surveillant les risques de la participation du personnel des aéroports au trafic de drogues (criminalité dans les aéroports), et en définissant les modalités pratiques de la coopération entre services de contrôle dans les aéroports internationaux ainsi que le partage de bonnes pratiques.
Le Groupe Aéroports établit un bilan annuel des saisies de drogues effectuées dans les aéroports européens et est chargé également de la mise en place d’un système d’échange rapide d’informations sur les détections de drogues et de l’examen des mesures de contrôle des exportations de stupéfiants. 
Le Groupe Pompidou organise des réunions d’experts sur l’aviation générale dont l’objectif principal vise à réduire le trafic illicite et à prévenir le détournement de l’utilisation de l’aviation générale en améliorant les mesures de contrôle, de gestion des risques, de profilage, de détection et d’enquête. La réunion qui s’est tenue à Valette (Malte) les 26-28 novembre 2019 a rassemblé plus de 80 experts travaillant dans les secteurs de la police, des douanes, des autorités frontalières, des procureurs, des juges, des organisations internationales, du secteur privé, des chercheurs et des autorités de régulation de 29 pays différents et de 9 organisations internationales.
Le Groupe Pompidou a organisé la 1re réunion en vue de la production d’un manuel sur les livraisons contrôlées, qui s’est tenue à Strasbourg (France) le 16 juin 2015. L’objectif en était de constituer un recueil des fondements juridiques concernant la livraison contrôlée dans chacun des États membres des organisations internationales représentées à la réunion. Cette première réunion a été suivie de cinq autres réunions afin de mettre au point le manuel. 

##### Réseau international sur le contrôle des précurseurs
Le Groupe Pompidou s’intéresse à la question du détournement de précurseurs. Dans l’actuel Programme d’activités (2019-2022), le Réseau précurseurs, ainsi que le Groupe aéroports, sont devenus des réussites du Groupe Pompidou dans le domaine de l’application de la loi. L’objectif du Réseau précurseurs est de créer des liens entre les représentants des autorités chargées de faire appliquer la loi, les représentants des conseils de règlementation qui délivrent les autorisations d’importation ou d’exportation, ainsi que les procureurs et magistrats spécialisés et les représentants de la Fédération des industries chimiques. 
Autrement dit ce réseau a comme activité d'explorer les conditions propices à une coopération et à des échanges plus rapides et directs entre les agences et les services des États membres et des États non membres intéressés, concernés par la prévention du détournement de précurseurs et de pré-précurseurs de drogues.

##### Plateforme Drugs on-line
Le but est de créer une plateforme destinée aux professionnels de la lutte contre la criminalité pour coopérer en matière de cybercriminalité liée à la drogue en rassemblant des spécialistes des forces de l’ordre (douanes, police, procureurs, juges, spécialistes de la criminalité informatique), des organisations internationales pertinentes et du secteur privé, notamment les sociétés de services informatiques et les fournisseurs d’internet.
Le principal objectif est d’examiner les risques spécifiques découlant pour la société du trafic de drogue et du blanchiment d’argent via le commerce en ligne, les techniques d’anonymisation et les dispositifs du Darknet et le recours aux services d’envois postaux et de colis express.

##### Formation de cadres sur la politique de drogues
La formation de cadres responsables de la politique de drogues est une activité phare du Groupe Pompidou. Elle a été lancée sous l'égide de la présidence polonaise du Groupe Pompidou en 2010. Elle vise à lier la politique, la recherche et la pratique en proposant des formations à la gestion des politiques de drogues. L'objectif principal est de faciliter le savoir-faire et renforcer les capacités pour une mise en œuvre, une gestion et une évaluation plus efficaces des politiques de contrôle des drogues et des programmes connexes.
La formation des cadres se déroule une fois par an. Le thème annuel en est choisi par les Correspondants Permanents des États membres du Groupe Pompidou pour répondre à leurs besoins face à l’émergence des nouveaux phénomènes de drogues dont l’évolution est très rapide. La formation est composée de deux modules donnant lieu à deux séminaires interconnectés qui constituent ensemble le concept unique de la formation des cadres du Groupe Pompidou.
La formation des cadres est destinée aux gestionnaires des institutions gouvernementales responsables de l'élaboration et / ou de la mise en œuvre des politiques en matière de drogues et / ou de la coordination de la mise en œuvre des programmes connexes, de prestation de services et de coopération avec d’autres parties prenantes. La participation des représentants d’organisations de la société civile travaillant dans divers secteurs de la drogue est fortement encouragée. La formation est ouverte à tous les États membres du Groupe Pompidou et du Conseil de l'Europe. La participation des pays observateurs intéressés est décidée sur une base ad hoc.
La formation des cadres du Groupe Pompidou a un format fortement participatif basé sur la dynamique de groupe, les travaux y sont menés en sessions plénières et en groupes de travail combinés à des visites sur place de projets et d’institutions sélectionnés. Les activités sont planifiées et organisées par un groupe d'experts en coopération avec le Secrétariat et les correspondants permanents.
Le séminaire international sur « Le rôle de la police dans la prévention conduites addictives », qui s'est tenu à Varsovie du 12 au 15 novembre 2019, constitue la première formation du Groupe Pompidou spécialement conçue à destination des policiers participant à l'élaboration et à la mise en œuvre d'activités de prévention des conduites addictives.  L'objectif était de fournir un aperçu des expériences basées sur différents concepts et stratégies d'implication de la police dans la prévention des conduites addictives, et d'offrir un forum de discussion ouverte sur la faisabilité de nouvelles approches pour l'avenir.

##### Académie pour une politique en matière de drogues
L'Académie pour une politique en matière de drogues a pour objectif de relier la politique, la recherche et la pratique pour appuyer la gestion des politiques en matière de drogues. Les concepts de l'Académie visent à faciliter le savoir-faire et renforcer les capacités pour une mise en œuvre, une gestion et une évaluation plus efficaces des politiques anti drogues cohérentes et des programmes connexes. La coopération avec une université réputée confère une validation académique au programme. L'Académie répond à l'enjeu de la compréhension de la complexité de la politique en matière de drogues et des différentes options stratégiques. Elle offre des cours de formation annuel sur des thèmes spécifiques pour les gestionnaires de la politique en matière de drogues (Formation de cadres sur la politique antidrogue).

##### Genre
Le Groupe Pompidou joue un rôle de pionnier dans l’intégration de la dimension de genre dans les politiques en matière de drogues en Europe. Sous la présidence norvégienne et la vice-présidence de l’Italie, la dimension de genre dans les politiques en matière de drogues figurait à en tête des priorités du programme de travail (2015-2018) du Groupe Pompidou.
À la suite de recherches menées en 2014, le Groupe Pompidou a publié une étude sur la dimension de genre dans l’utilisation à des fins non médicales des médicaments délivrés sur ordonnance (anglais : Non-medical use of prescription drugs - NMUPD ) dans 17 pays d’Europe et de la région méditerranéenne. Les éléments de preuve confirment que les femmes sont une catégorie à haut risque pour la NMUPD et révèlent qu’aucun système normalisé de suivi n’existe ni en Europe, ni dans la région de la Méditerranée. L’étude a recommandé que les autorités nationales mènent des recherches plus approfondies et développent des politiques cohérentes, en incorporant des pratiques efficaces différenciées selon les sexes.
En outre, la dimension de genre a été intégrée au programme de travail du réseau MedNET, grâce à la mise en œuvre de projets visant à améliorer l’accès à la santé, la prévention et le traitement des femmes ayant des problèmes de toxicomanie.
Le Groupe Pompidou contribue également à la Stratégie du Conseil de l'Europe pour l'égalité entre les femmes et les hommes et ses activités en la matière figurent dans les rapports annuels du Secrétaire Général du Conseil de l’Europe sur la mise en œuvre de la Stratégie. Le Groupe Pompidou est impliqué dans la Stratégie 2018-2023 sous son objectif stratégique 6 « Intégrer les questions d’égalité entre les femmes et les hommes dans toutes les politiques et mesures », qui font précisément référence aux femmes consommatrices de drogues et par conséquent aux activités du Groupe Pompidou dans ce domaine.

##### Coopération politique en matière de drogues dans le Sud-Est de l'Europe (SEE)
La coopération politique en matière de drogues dans le Sud-Est de l'Europe vise à renforcer la coopération entre les autorités concernées dans la région du Sud-Est de l'Europe et dans les pays voisins. Cette coopération a comme résultat la création d'un outil d'entraide en ligne ainsi que l'élaboration d'un concept sur le rôle de la police dans la prévention et la réduction des risques. Le Groupe Pompidou a lancé une telle coopération afin d'aboutir à des actions communes et coordonnées par le Groupe de coopération des aéroports d'Europe du Sud-Est.

#### Programme «Justice pénale et prisons»
Le Programme « Justice pénale et prisons » du Groupe Pompidou a pour mission de prêter assistance aux gouvernements en vue d’élaborer des politiques de justice pénale fondées sur des données concrètes et des systèmes complets de traitement de la toxicomanie en prison. Le Groupe travaille en étroite collaboration avec les responsables des politiques nationales afin d’élaborer des outils axés sur l’amélioration de la santé et des droits de l’homme dans les systèmes de justice pénale.
D’ailleurs, le programme « Justice pénale et prisons » a réalisé une étude sur les systèmes de traitement de la toxicomanie dans les prisons de l’Europe de l’Est et du Sud-Est.
Ce programme est étroitement lié à d’autres domaines d’activités du Groupe Pompidou tels que la prévention, le traitement et l’application des lois. Ses actions se concentrent sur trois domaines principaux : le développement et l’amélioration des cadres juridiques nationaux (politiques), l’amélioration des compétences professionnelles (pratiques) ainsi que des connaissances (recherche) des partenaires et des acteurs nationaux.
Les différents projets du Programme « Justice pénale et prisons » aident les gouvernements dans l'élaboration de leurs stratégies de traitement de la toxicomanie et de réinsertion sociale des détenus usagers de drogues, afin de réduire les risques de rechutes et de récidives. L’objectif est de prévoir des politiques et des mesures de réhabilitation comme alternatives aux condamnations et aux peines d’emprisonnement pour traiter, éduquer ou réintégrer les toxicomanes.
Le Programme « Justice pénale et prisons » a obtenu des résultats concrets dans de nombreux pays européens. En Géorgie, le Groupe Pompidou a élaboré une feuille de route en coopération avec le gouvernement afin d’introduire une loi sur les peines de substitution. 
Chaque pays a des besoins et des défis particuliers - et en collaboration avec les partenaires sur place, le Programme « Justice pénale et prisons » développe des stratégies axées sur les résultats qui ont déjà permis d’obtenir des améliorations.

##### Dispositif d'aide à l'élaboration, à la mise en œuvre et à la révision des politiques nationales en matière de drogues
Le dispositif consultatif a pour but de fournir aux gouvernements, sur une base ad hoc, des exemples de bonnes pratiques et des conseils concernant l'élaboration, la mise en œuvre et la révision des politiques en matière de drogues. Ce dispositif incite les États membres à mettre en place des politiques anti drogues cohérentes, en tenant compte des expériences des États membres sur la manière dont la recherche peut guider la politique ainsi que des lignes directrices et des outils existants, notamment ceux de l'ONUDC et l'OMS.    

##### Prévention
En matière de prévention, le Groupe Pompidou pour mission principale d’identifier les nouvelles approches et technologies qui permettent d’accroître l’impact et l’efficacité des efforts de prévention des toxicomanies. À cet effet, il propose à ses États membres des concepts de politiques de prévention ayant un impact avéré, à l’image de ceux contenus dans le « manuel de Prévention » destiné aux professionnels et aux responsables politiques.
Le Groupe Pompidou est en outre parvenu à faire participer efficacement la société civile à la lutte contre la toxicomanie et à l’atténuation des répercussions sanitaires et sociales qui y sont associées. Le « Forum européen consultatif » et le « Prix européen de la prévention » ont permis d’impliquer des jeunes, en particulier issus de groupes à risques, dans une prévention active auprès de leurs pairs. Le Prix a pour but de contribuer à l’élaboration de programmes efficaces en matière de prévention des drogues, de faciliter l’établissement de partenariats et réseaux dans ce domaine, et de dresser l’inventaire des approches performantes et innovantes. Ses objectifs concrets sont de reconnaître et récompenser les approches remarquables et novatrices en matière de prévention des drogues ; appuyer et encourager la participation active des jeunes à la prévention des drogues ; faire ressortir l’attachement et l’action responsable des groupes concernés en faveur d’un environnement meilleur et plus sain (et combattre ainsi les stéréotypes négatifs sur les jeunes) et contribuer à la mise au point de programmes fondés sur des connaissances validées et axés sur des modes de vie sains et sur le bien-être. 

##### Plateforme «Sauver des vies et Protéger des personnes»
Afin de répondre au défi majeur de la pandémie de COVID-19, le Groupe Pompidou a créé une plateforme qui propose des actions et des pratiques visant à protéger la vie et la santé des personnes. La plateforme de réponses du Groupe Pompidou « Sauver des vies - Protéger des personnes » recueille et présente des idées novatrices et interventions pratiques visant à contenir la propagation de COVID-19.  Il s'agit d'une plateforme en ligne à l'usage des décideurs politiques et praticiens qui présente des actions et des pratiques visant à atténuer les effets néfastes de la crise de COVID-19 et des restrictions qui y sont associées pour les personnes qui consomment des drogues ainsi que pour celles qui sont en contact avec elles.
La plateforme est destinée à servir de « pool » de pratiques et de forum de discussion sur la manière de répondre aux besoins urgents de ces groupes à risque. Son but est d'aider à décider des actions visant à fournir des mesures de réduction des dommages et des risques et à offrir des services de traitement et de réadaptation aux personnes qui consomment des drogues, tant au sein de la communauté que dans les établissements de détention, et ce dans le cadre des restrictions provoquées par la pandémie de COVID-19 et en tenant compte des ressources disponibles.
Les organismes gouvernementaux, les prestataires de services, les experts, les organisations de la société civile, ainsi que les personnes partageant une expérience vécue peuvent contribuer à la plateforme. Des vidéos, des photos et de courts résumés présentant des exemples de pratiques peuvent être soumis et seront publiés dans l'une des six langues de la plateforme : anglais, français, russe, italien, allemand et espagnol. 

## Publications
Human rights and people who use drugs is the Mediterranean region: current situation in 17 MedNet countries, Groupe Pompidou - Conseil de l'Europe, mai 2020, PREMS 055220
Guidance paper, Psychosocial support to tackle trauma-related symptoms and related substance use disorders, Prof. Dr. med. Ingo Schäfer, MPH Dr. rer. nat. Annett Lotzin, Groupe Pompidou - Conseil de l'Europe, 2018
Déclaration sur la nécessité d’intégrer les droits de l’Homme à l’élaboration, la mise en œuvre, le suivi et l’évaluation des politiques en matière de drogues - Conseil de l'Europe, 2017 PREMS 192317 – P-PG/HR(2017)1 Final
Drug treatment systems in prisons in Eastern and South-East Europe, Heino Stöver et Robert Teltzrow, Conseil de l'Europe, juin 2017,  PREMS 063217
Introducing a gender dimension into drug policy, Synthesis Report on Violence, Women and Rape Drugs,  Groupe Pompidou - Conseil de l'Europe, 2017 P-PG/Gender (2017) 2E_final
Opioid agonist treatment, Guiding principles for legislation and regulations, Groupe Pompidou - Conseil de l'Europe, 2017 P-PG (2017) 15
Public expenditure on supply reduction policies, Conseil de l'Europe, mai 2017, PREMS 062717
Criminal Justice and Drug Policy. Treatment, Harm Reduction and Alternatives to Punishment, Groupe Pompidou - Conseil de l'Europe, mars 2017
MedNet 10 ans et après, 10 ans de coopération en région méditerranéenne sur les drogues et les addictions. Évaluation par les participants de MedNet, Groupe Pompidou - Conseil de l'Europe, novembre 2016 PREMS 166816 – P-PG/Med (2016)13
Politiques en matière de drogues et droits de l'Homme en Europe: Gerer les tensions et maximiser les complémentarités, Damon BARRETT, Groupe Pompidou - Conseil de l'Europe, janvier 2018,  PREMS 005618 – P-PG/HRights (2016)3 Final
Les autres publications sont accessibles sur le site officiel du Groupe Pompidou.

## Partenaires
1. EUROJUST - Agence de l’Union européenne pour la coopération judiciaire en matière pénale
2. EUROPOL - Office européen de police
3. Observatoire européen des drogues et des toxicomanies
4. Programme de l’ONU contre le Sida (ONUSIDA)
5. Office des Nations unies contre la drogue et le crime (UNODC)
6. Organisation mondiale de la santé (OMS)
7. Organisation mondiale de la santé, Bureau régional de l’Europe
8. Organisation pour la sécurité et la coopération en Europe (OSCE)
9. Commission européenne – Coordination des politiques en matière de stupéfiants
10. Commission européenne – DG Santé et Protection des Consommateurs (projets sur les drogues et autres substances)
11. Interpol - Organisation mondiale de police
12. Base de données concernant l’abus de drogues et de tabac sur le lieu de travail (Organisation internationale du travail - OIT)
13. Organe international de contrôle des stupéfiants (OICS)
14. Commission interaméricaine de lutte contre l’abus des drogues (OAS/CICAD)
15. SELEC - Southeast European Law Enforcement Center

## Documents annexes

### Documents institutionnels
1. Programme de travail 2019-2022 du Groupe Pompidou, « Des politiques en matière de drogues respectueuses des droits de l’Homme et viables », adopté lors de la 17e Conférence ministérielle les 27-28 novembre 2018, P-PG/ MinConf (2018) 4, 28 novembre 2018
2. Programme de travail 2015-2018 du Groupe Pompidou, « Politique en matière de drogues et droits de l’Homme : les nouvelles tendances dans un contexte mondialisé », adopté lors de la 16e Conférence ministérielle les 19-20 novembre 2014, P-PG/MinConf (2014) 4
3. Programme de travail 2011-2014 du Groupe Pompidou, adopté lors de la 15e Conférence ministérielle les 3-4 novembre 2010, P-PG/MinConf (2010) 3
4. Programme de travail 2006-2010 du Groupe Pompidou, « Le Groupe Pompidou : Mission, organisation, gouvernance & méthodes de travail », adopté le 12 octobre 2010, P-PG/MinConf (2010) 4
5. La déclaration de Stavanger, adoptée lors de la 17e Conférence ministérielle du Groupe Pompidou, P-PG/MinConf (2018) 6 final, 28 novembre 2018
6. Inventaire des activités et résultats obtenus pendant le cycle de travail 2015-2018, P-PG/MinConf (2018) 3, 1er octobre 2018
7. Council of Europe, Action Plan for Belarus 2019-2021, CM (2019) 68, 13 June 2019
8. Résolution (80) 2 « Instituant un groupe de coopération en matière de lutte contre l’abus et le trafic illicite des stupéfiants (Groupe Pompidou) »

### Publications
1. Human rights and people who use drugs in the Mediterranean region: current situation in 17 MedNET countries, Council of Europe, may 2020
2. MedNET 10 ans et après, 10 ans de coopération en région méditerranéenne sur les drogues et les addictions, Impact du MedNET, Conseil de l’Europe, novembre 2016
3. Drug-treatment systems in prisons, in Eastern and South-East Europe, Heino STÖVER et Robert TELTZROW, Council of Europe, June 2017

### Brochures
1. Criminal Justice and drug policy. Treatment, Harm Reduction and Alternatives to Punishment, Pompidou Group, Council of Europe, March 2017